# Alto Río Mayo
Alto Río Mayo es una localidad argentina ubicada en el departamento Río Senguer, provincia del Chubut, sobre la Ruta Provincial 74 (ex Ruta Nacional 26), a 27 km del límite con Chile.
La localidad se ubica a 583 m s. n. m., en las cercanías del cruce del Arroyo Ñirhuao con el río Mayo. Muchos de los habitantes del pueblo son inmigrantes chilenos.

## Toponimia

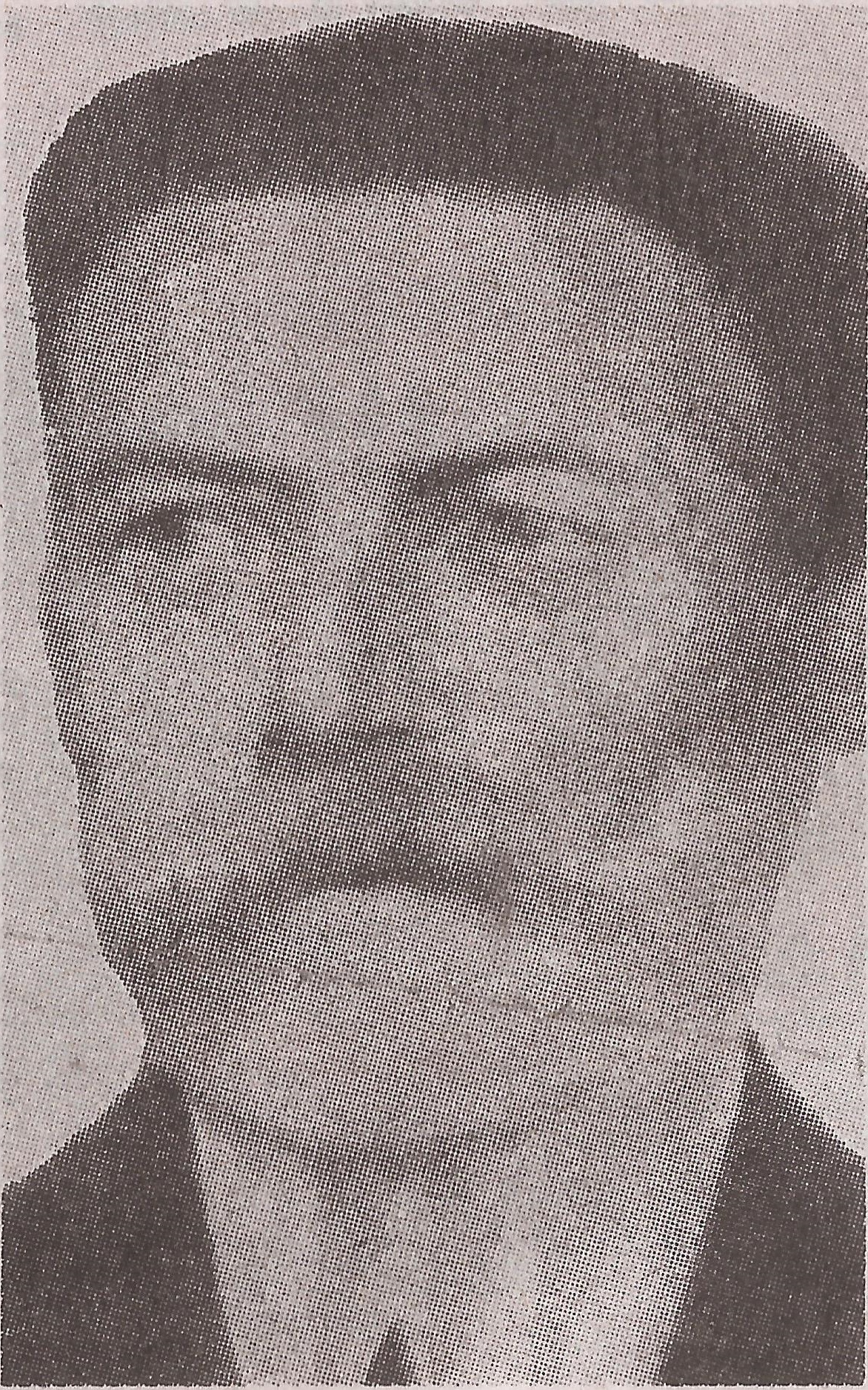
Gregorio Mayo.

El nombre de la localidad se debe a Gregorio Mayo, perteneciente a la expedición de Los Rifleros del Chubut, realizada en 1884 para el reconocimiento de las tierras occidentales del Territorio Nacional del Chubut.

## Historia
La localidad fue la cabecera del desaparecido Departamento Alto Río Mayo, correspondiente a la Zona Militar de Comodoro Rivadavia, creada en 1944 y desaparecida en 1955.